# 胡献瑶
胡献瑶，山东胶州人，清朝政治人物。
顺治九年（1652年）壬辰科进士。康熙十二年（1673年）任漳州府知府一职，康熙十六年（1677年）由周昌接任。